# Karate-Europameisterschaften 2002
Die 37. Karate-Europameisterschaften der European Karate Federation wurden vom 2. bis 4. Mai 2002 in der Saku Suurhall in Tallin, Estland ausgetragen.

## Medaillen Herren

### Einzel
| Kategorie     | Gold               | Silber           | Bronze                                   |
| ------------- | ------------------ | ---------------- | ---------------------------------------- |
| Kata          | Luca Valdesi       | Lucio Maurino    | Stéphane Marie Manuel Rodríguez          |
| Kumite –60 kg | Cécil Boulesnane   | Francesco Ortu   | Borislav Ivanov David Luque              |
| Kumite –65 kg | Alexandre Biamonti | Andrea Calzola   | Marco Caamano Jason Ledgister            |
| Kumite –70 kg | Haldun Alagaş      | Anthony Boelbaai | Messaoud Hammou Eki Luukka               |
| Kumite –75 kg | Iván Leal          | Salvatore Loria  | Anton Gavrilov Konstantinos Papadopoulos |
| Kumite –80 kg | Denis Muhović      | Daniël Sabanovic | Ewan Robb Davin Pack                     |
| Kumite +80 kg | Seydina Baldé      | Leon Walters     | Davide Benetello Alexander Gerunov       |
| Kumite Open   | Serafin Blanco     | Zeynel Çelik     | Predrag Stojadinov Alexander Gerunov     |

### Mannschaft
| Kategorie | Gold                                                 | Silber | Bronze                                                           |
| --------- | ---------------------------------------------------- | --- | ---------------------------------------------------------------- |
| Kata      | Italien Vincenzo Figuccio Lucio Maurino Luca Valdesi | Spanien Francisco Hernández Víctor López Fernando San José                                                | Frankreich Deutschland Michael Mack Christian Esni Benjamin Wolf |
| Kumite    | Frankreich                                           | Spanien Serafín Blanco Tomás Herrero Iván Leal Francisco Martínez David Ortega Ángel Ramiro Óscar Vázquez | England Russland                                                 |

## Medaillen Damen

### Einzel
| Kategorie     | Gold             | Silber            | Bronze                          |
| ------------- | ---------------- | ----------------- | ------------------------------- |
| Kata          | Petra Nová       | Myriam Szkudlarek | Sabrina Buil Miriam Cogolludo   |
| Kumite –53 kg | Nadia Mecheri    | Estefania García  | Kora Knühmann Evdoxia Kosmidou  |
| Kumite –60 kg | Noelia Fernández | Milica Ilčíková   | Nathalie Chereau Nathalie Leroy |
| Kumite +60 kg | Laurence Fischer | Tania Weekes      | Tessy Scholtes Snežana Pantić   |
| Kumite Open   | Yıldız Aras      | Roberta Minet     | Nathalie Leroy Cristin Feo      |

### Mannschaft
| Kategorie | Gold       | Silber                                               | Bronze           |
| --------- | ---------- | ---------------------------------------------------- | ---------------- |
| Kata      | Frankreich | Spanien Miriam Cogolludo Ruth Jiménez Almudena Muñoz | Kroatien Italien |
| Kumite    | Frankreich | Jugoslawien                                          | England Spanien  |

## Medaillenspiegel
| Platz | Land                    | Gold | Silber | Bronze | Gesamt |
| ----- | ----------------------- | ---- | ------ | ------ | ------ |
| 1     | Frankreich              | 8    | 2      | 6      | 16     |
| 2     | Italien                 | 3    | 5      | 2      | 10     |
| 3     | Spanien                 | 3    | 4      | 5      | 12     |
| 4     | Türkei                  | 1    | 1      | 0      | 2      |
| 5     | Bosnien und Herzegowina | 1    | 0      | 0      | 1      |
|       | Tschechien              | 1    | 0      | 0      | 1      |
| 7     | England                 | 0    | 2      | 4      | 6      |
| 8     | Jugoslawien             | 0    | 1      | 2      | 3      |
| 9     | Niederlande             | 0    | 1      | 1      | 2      |
|       | Slowakei                | 0    | 1      | 1      | 2      |
| 11    | Russland                | 0    | 0      | 4      | 4      |
| 12    | Deutschland             | 0    | 0      | 2      | 2      |
|       | Griechenland            | 0    | 0      | 2      | 2      |
| 14    | Bulgarien               | 0    | 0      | 1      | 1      |
|       | Kroatien                | 0    | 0      | 1      | 1      |
|       | Finnland                | 0    | 0      | 1      | 1      |
|       | Luxemburg               | 0    | 0      | 1      | 1      |
|       | Schottland              | 0    | 0      | 1      | 1      |
|       | Schweiz                 | 0    | 0      | 1      | 1      |
| Total | Total                   | 17   | 17     | 34     | 68     |